# لودوفيكو أفيو
لودوفيكو أفيو (بالإسبانية: Ludovico Avio)‏ (مواليد 6 أكتوبر 1932) هو لاعب كرة قدم. يلعب مع منتخب الأرجنتين لكرة القدم. سبق له أن لعب في كأس العالم لكرة القدم مع منتخب بلاده.

## روابط خارجية
- لودوفيكو أفيو على موقع الاتحاد الدولي (مؤرشف)  (الإنجليزية)
- لودوفيكو أفيو على موقع قاعدة بيانات كرة القدم.إي يو (الإنجليزية)
- لودوفيكو أفيو على موقع ناشيونال فوتبول تيمز (الإنجليزية)
- لودوفيكو أفيو على موقع عالم كرة القدم.نت (الإنجليزية)